# Interprétation des lois
L'interprétation des lois est la branche du droit qui examine les règles d'interprétation textuelle des textes de loi.
Suivant Savigny, la culture juridique allemande distingue généralement quatre modes d'interprétation juridique:
- L'interprétation grammaticale
- L'interprétation systématique
- L'interprétation historique
- L'interprétation téléologique

## Interprétation linguistique et grammaticale
L'interprétation "grammaticale" (du grec ancien τὸ γράμμα - la lettre, l'écrit) repose sur l'idée que toute interprétation d'un texte doit commencer par le sens des mots. Dans le cadre de l'interprétation selon la lettre du texte, il s'agit principalement de déterminer l'usage général de la langue, c’est-à-dire de constater s'il existe dans la loi elle-même une définition obligatoire (définition légale) pour la compréhension de certains mots de la loi et, sinon, de déterminer le sens qu'une expression a dans le langage juridique spécialisé par rapport à l'objectif précisément de cette loi (définition téléologique).
La common law utilise la règle du sens ordinaire.

### Adéquation
Selon la théorie subjective de l’interprétation des lois, l'interprétation grammaticale n'est que partiellement appropriée pour déterminer le sens des mots. En effet, le sens déterminé uniquement sur la base d'aspects grammaticaux laisse souvent ouvertes différentes possibilités d'interprétation, sans qu'il soit possible de répondre à la question de savoir laquelle des interprétations possibles est celle qui correspond à la volonté objective du législateur. Le sens des mots que l'on peut tirer de l'usage général (ou d'une loi particulière) ne peut en quelque sorte servir que de premier indice.
Dans la science juridique, on suppose souvent que le sens littéral déterminé par la langue fixe les limites d'une interprétation. Ce qui se trouve au-delà du sens linguistiquement possible, ce qui est clairement exclu par celui-ci, ne peut plus être déterminé par l'interprétation,.
Pourtant, toute méthode d'interprétation a pour but de déterminer la "volonté objectivée du législateur" exprimée dans une disposition légale, qui est déterminante pour l'application d'une norme. On peut parfois constater que le législateur a eu l'idée qu'un certain terme de la loi devait également couvrir une certaine compréhension qui - selon les aspects grammaticaux - est en soi exclue. Étant donné que toute formulation de texte présente des "faiblesses", le "linguistiquement possible" ne peut donc pas signifier la limite d'une (autre) interprétation ou s'opposer en fin de compte à une application de la loi.